# Associação Sérvia de Hóquei no Gelo
A Associação Sérvia de Hóquei no Gelo é o órgão que dirige e controla o hóquei no gelo da Sérvia, comandando as competições nacionais e a seleção nacional.